# Chrysopogon plumulosus
Chrysopogon plumulosus är en gräsart som beskrevs av Ferdinand von Hochstetter. Chrysopogon plumulosus ingår i släktet Chrysopogon och familjen gräs. Inga underarter finns listade i Catalogue of Life.